# Carlos A. Madrazo (Huimanguillo)
Carlos A. Madrazo es una localidad del municipio de Huimanguillo ubicado en la subregión de la Chontalpa del estado mexicano de Tabasco.

## Geografía
La localidad de Carlos A. Madrazo se sitúa en las coordenadas geográficas 17°23′46″N 93°39′43″O / 17.396111, -93.661944, a una elevación de 147 metros sobre el nivel del mar.

## Demografía
Según el Conteo de Población y Vivienda 2020, efectuado por el Instituto Nacional de Estadística y Geografía, la localidad de Carlos A. Madrazo tiene 97 habitantes, de los cuales 48 son del sexo masculino y 47 del sexo femenino. Su tasa de fecundidad es de 3.05 hijos por mujer y tiene 22 viviendas particulares habitadas.
| Gráfica de evolución demográfica de Carlos A. Madrazo entre 1980 y 2020 |
|                                                                         |
| INEGI.                                                                  |